# Jesús Vallejo Mejía
Jesús Vallejo Mejía (Cali, 1943) es un jurista colombiano.
Se ha desempeñado como magistrado de la Corte Suprema de Justicia de Colombia, diplomático, árbitro y profesor universitario. Es hijo del ingeniero y economista Joaquín Vallejo Arbeláez y se le reconoce además en el ámbito cultural de Medellín, como un gran conocedor del tango. Estuvo casado con Victoria Eugenia Mosquera, hija del expresidente de la República Víctor Mosquera Chaux.

## Trayectoria

### Académica
Vallejo Mejía estudió Derecho en la Universidad de Antioquia, donde también fue profesor. Ha sido profesor de derecho civil, derecho administrativo y derecho constitucional, también en la Universidad Pontificia Bolivariana. Es férreo defensor de iusnaturalismo, aunque su posición iusfilosófica sólo ha sido plasmada en su blog jurídico.

### Judicial
Además de su labor docente, Vallejo Mejía se desempeñó al final de los años 80 como magistrado de la Sala Constitucional de la Corte Suprema de Justicia de Colombia. Su desempeño, marcado por el recuerdo del entonces reciente holocausto, se dio en el marco de la última sala constitucional, pues en 1991 ésta desapareció y fue creada la Corte Constitucional de Colombia.
En los años 1993 y 1999, Vallejo fue nominado por los presidentes César Gaviria Trujillo y Andrés Pastrana, respectivamente, dentro de sendas ternas para ser magistrado de la Corte Constitucional. En el primer caso, el elegido por el Senado fue Hernando Herrera Vergara, derrotando a Vallejo y a Ciro Angarita, y en el segundo el elegido fue Álvaro Tafur, derrotando a Vallejo y a Jaime Arrubla Paucar.
Vallejo es, además, árbitro del Centro de Arbitraje de la Cámara de Comercio de Bogotá, en las áreas de Derecho administrativo y Derecho civil.

### Diplomática
Jesús Vallejo Mejía, acérrimo defensor del primer gobierno de Álvaro Uribe, fue nombrado por éste como embajador de Colombia ante Chile en el año 2005, en reemplazo de Salvador Arana.

## Orientación política
Aunque de cercanía familiar al Partido Liberal Colombiano, Vallejo profesa ideas conservadoras, que ha plasmado en opiniones públicas sobre el aborto o la religión, y sobre todo en su opinión sobre la Constitución colombiana de 1991, a la que ha llamado "código funesto"

## Vallejo y el tango
En el ámbito cultural de Medellín, Vallejo es un reconocido "tanguero", referencia en tertulias sobre el tema.

## Publicaciones
Vallejo fue, durante muchos años, columnista de opinión del diario conservador El Colombiano, de Medellín donde publicaba semanalmente una escrito de carácter generalmente constitucional y político.
En el campo jurídico, Vallejo Mejía publicó además de decenas de artículos en revistas científicas (fundamentalmente de las universidades de Antioquia y Pontificia Bolivariana), ha publicado contribuciones en decenas de obras colectivas. Es autor, además, de los siguientes libros:
- Manual de obligaciones (1991)
- Lecciones de teoría constitucional (2000)[13]